# Triplacera
Triplacera is een geslacht van uitgestorven kreeftachtigen uit de klasse van de Ostracoda (mosselkreeftjes).

## Soorten
- Triplacera (Necrateria) gattendorfina Gruendel, 1962 †
- Triplacera (Necrateria) immemorata Kotchetkova, 1992 †
- Triplacera (Necrateria) imperspicua Kotchetkova, 1992 †
- Triplacera (Necrateria) nativa Buschmina, 1977 †
- Triplacera (Necrateria) recta Buschmina, 1977 †
- Triplacera brevicerata Blumenstengel, 1975 †
- Triplacera dorsocerata (Blumenstengel, 1979) Wang (S. H.), 1988 †
- Triplacera dorsoclinata (Blumenstengel, 1979) Wang (S. H.), 1988 †
- Triplacera dynamica Schallreuter, 1991 †
- Triplacera elliptica (Blumenstengel, 1965) Wang (S. H.), 1988 †
- Triplacera elongata (Blumenstengel, 1965) Wang (S. H.), 1988 †
- Triplacera longicera (Blumenstengel, 1965) Wang (S. H.), 1988 †
- Triplacera neoelongata (Blumenstengel, 1979) Wang (S. H.), 1988 †
- Triplacera oblonga Wang (Shang-Qi), 1988 †
- Triplacera praecursa (Blumenstengel, 1965) Wang (S. H.), 1988 †
- Triplacera robusta (Blumenstengel, 1965) Wang (S. H.), 1988 †
- Triplacera triquetra Gruendel, 1961 †